# Consejo de Administración Fiduciaria de las Naciones Unidas

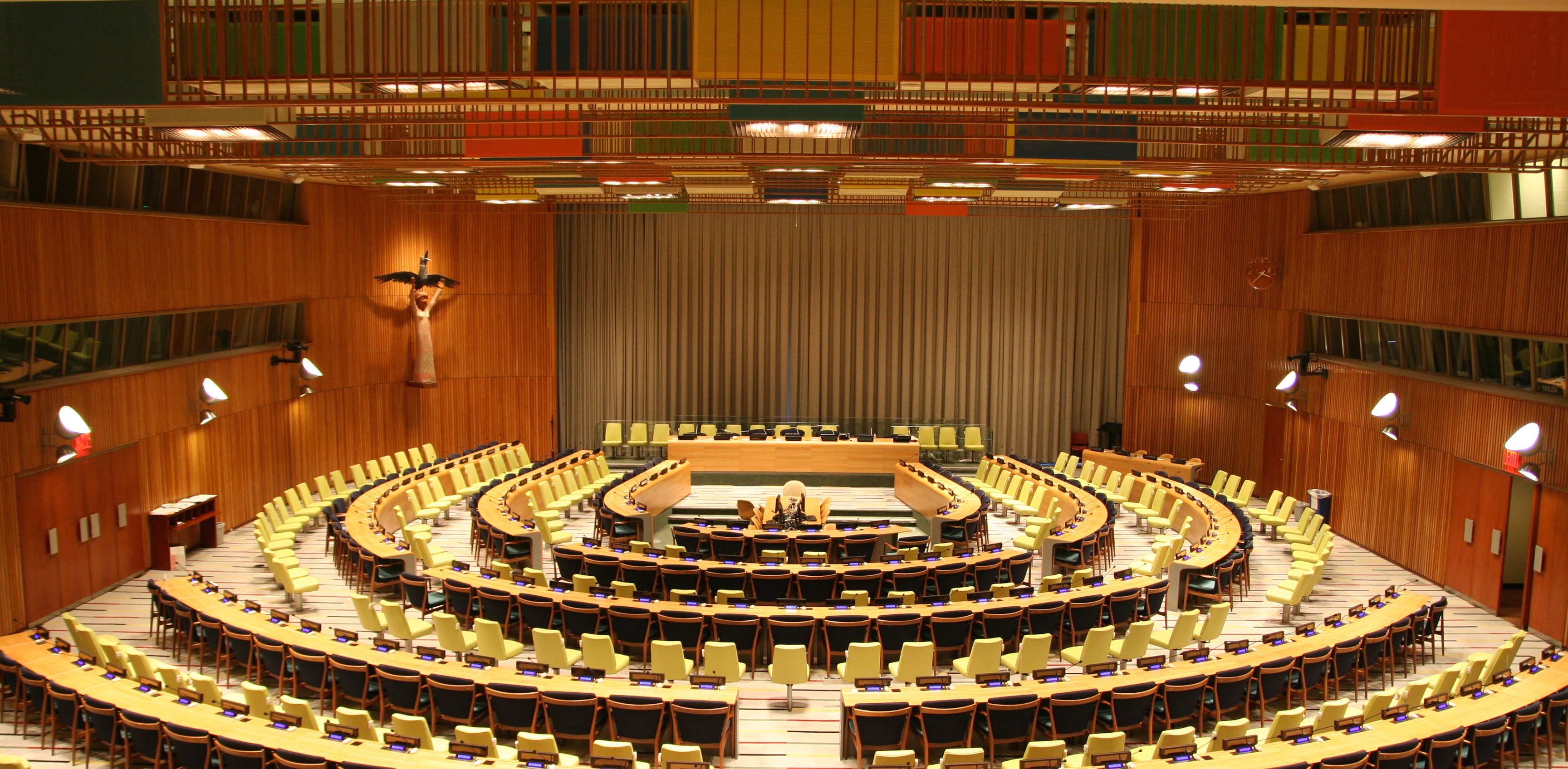
Consejo de Administración Fiduciaria de las Naciones Unidas.

El Consejo de Administración Fiduciaria de las Naciones Unidas, uno de los principales órganos de las Naciones Unidas, fue establecido en el Capítulo XIII de la Carta de las Naciones Unidas, para supervisar la administración de los territorios en fideicomiso puestos bajo el régimen de administración fiduciaria, para promover el adelanto de los habitantes de dichos territorios y su desarrollo progresivo hacia el gobierno propio o la independencia. Fue disuelto en 1994 por el Consejo de Seguridad, una vez había completado su función.

## Historia
El Consejo de Administración Fiduciaria se constituyó en 1945 para supervisar la preparación de los territorios en fideicomiso para su autonomía o la independencia, como sucesor del sistema de Mandatos de la Sociedad de Naciones.

1945, fideicomisos en verde

2000, sin fideicomisos

En total fueron once los territorios puestos bajo fideicomiso: siete en África y cuatro en Oceanía. Diez de estos territorios habían sido previamente Mandatos de la Sociedad de Naciones, y el undécimo fue Somalilandia Italiana.
Los propósitos del régimen de administración fiduciaria se han cumplido a tal punto que todos los territorios en fideicomiso han alcanzado el gobierno propio o la independencia, ya sea como Estados separados o mediante su unión con países independientes vecinos. El único territorio que no se ha integrado como parte de otro Estado o ha adquirido su independencia han sido las Islas Marianas del Norte al decidir convertirse en un Estado Asociado (Commonwealth) con EE. UU. desde 1976. 
El 1 de noviembre de 1994, el Consejo de Seguridad puso fin al Acuerdo de Administración Fiduciaria correspondiente al último de los 11 territorios en fideicomiso originales que figuraban en su programa: el Territorio en Fideicomiso de las Islas del Pacífico (Palaos), administrado por los Estados Unidos.

## Actividad
De conformidad con el artículo 87 de la Carta de las Naciones Unidas (Capítulo XIII), el Consejo de Administración Fiduciaria está autorizado a examinar y debatir los informes presentados por la autoridad administradora respecto del adelanto político, económico, social y educativo de la población de los territorios en fideicomiso y, en consulta con la autoridad administradora; a examinar peticiones provenientes de los territorios en fideicomiso; y a realizar visitas periódicas y otras misiones especiales a esos territorios.
El Consejo de Administración Fiduciaria no mantuvo ninguna responsabilidad para los territorios coloniales fuera del sistema de fideicomisos, aunque la Carta de las Naciones Unidas establecía el principio de que los Estados miembros deberían administrar tales territorios conforme a los intereses de sus habitantes.
Desde 1994, el Consejo de Administración Fiduciaria suspendió sus actividades, al no existir fideicomisos de la ONU, y aunque sigue existiendo teóricamente de acuerdo a la Carta de las Naciones Unidas, su existencia y funciones están indeterminadas. En consecuencia, el Consejo modificó su reglamento para celebrar reuniones cuando sea necesario, por petición de su Presidente, de una mayoría de sus miembros o a petición del Consejo de Seguridad o de la Asamblea General.

## Composición
Su composición consistía en un número igual de Estados miembros administradores y no administradores de fideicomisos; de esta forma, el Consejo de Administración Fiduciaria consistía en los Estados miembros administradores de fideicomisos, los restantes Estados del Consejo de Seguridad no administradores, y un número de Estados miembros de la ONU no administrados hasta igualar el número con los Estados administradores de tales territorios, y elegidos por la Asamblea General por un periodo de 3 años. 
Al ir reduciéndose los fideicomisos, la composición de este Consejo de Administración Fiduciaria ha quedado limitada a los cinco miembros permanentes del Consejo de Seguridad: China, los Estados Unidos, la Federación de Rusia, Francia y el Reino Unido.